# Юрій Струмило

Варіант гербу Наленч

Юрій Струмило гербу Наленч (пом. після 1471) — шляхтич, урядник Королівства Польського. Староста і володар міста Кам'янки у XV столітті (з XVI століття до серпня 1944 року — Кам'янка Струмилова, нині — Кам'янка-Бузька), що домігся для міста Магдебурзького права, володар Винник, каштелян львівський.

## Життєпис
Адам Бонецький стверджував, що Струмили гербу Домброва підписувались з Дмосина у Вишгородській землі, а їх гілкою були Кішки. Також він припускав, що львівський каштелян Юрій Струмило міг бути сином Юрія (Юшка́) Струмила, найвищого ложничого, чи підкоморія ВКЛ.
Можливо, це він — дідич Димошина, що 23 серпня 1442 року отримав від короля Владислава ІІІ Варненчика запис 200 гривень на тоді ще селі Золочеві з околицями (полями, луками, лісами). Мав посаду лат. tenutarius в Кам'янці-Струмиловій.
1448-1453 р. — судові процеси, які тривали за майно Винник і Млинівців між Миколою Тивуном із Млинівців і Григорієм Струмилою Ігнатом з Винник.
15 травня 1456 року в Львові суддя земський подільський Зиґмунт з Новосідлищ підписав документ, яким львівський хорунжий Ю. Струмило з Димошина записав монахам-францисканцям у Львові своє село Чишки (пол. Czyżki) зі солтиством та монастирем.
Як «протектор» городян Львова (також ними були Станіслав з Ходча, львівський архієпископ РКЦ Григорій Сяноцький) брав участь в залагодженні конфліктної ситуації в місті (конфлікт зі старостою Анджеєм Одровонжом). У квітні 1460 року для її вирішення король Казимир IV приїхав до Львова. Король, що вислухав обидві сторони, сприяв вирішенню ситуації на користь міщан, затвердив давні права городян. 17 серпня 1461 року як львівський підкоморій розмежовував території сіл Острів та Лучани.
19 квітня 1460 р. — король Казимир IV Ягеллончик відіслав справу львівського бургомістра, радних і громадян із львівським хорунжим Струмилом про межі Львова з селом Винники.
В «Актах гродських і земських» є запис, що в липні 1464 року Юрій Струмило та Анджей Одровонж були призначені комісарами для розмежування землеволодінь між селами Гонятичі, Кагуїв, Черкаси. Юрій Струмило 13 грудня 1464 року очолив створену «конфедерацію міста Львова» проти старости А. Одровонжа, який тоді перебував на сеймі в Пйотркуві, через дії старости проти міщан. Її підписали 43 шляхтичі.
1471 року: в Кам'янці-Струмиловій збудував замок за міською брамою на Глинянському передмісті з каплицею Успіння Пречистої Діви Марії; як власник Кам'янки-Струмилової фундував та надав засоби для римо-католицької парафії міста.
На основі рішення королівської комісії Струмило приступив до укріплення міста. Було поглиблено і розширено вже існуючі рови, що з'єднували річку Буг з її притокою Кам'янкою: перший — біля теперішнього кінотеатру, вздовж вулиці Тютюнника; тут встановили Таданську браму. Другий проходив біля теперішньої пожежної станції, де встановили другу браму — Белзьку, що відкривалась для входу і виходу з міста. Одночасно на високих валах місто було обведене високим частоколом.
Це була грандіозна споруда: рови 15 метрів завширшки, наповнені водою, і вали 15 метрової висоти з частоколами. Тепер, дивлячись на високий спад вулиці Тютюнника і на рівень води у Бузі та Кам'янці, можемо уявити собі, як відбився на сучасному рельєфі давній оборонний вал.
Одночасно з будівництвом укріплень міста, Струмило, використовуючи робочу силу і відпущені кошти, будує для себе на місці старого двору новий замок і каплицю при ньому. Замок був побудований на штучно насипаному пагорбі з двома баштами, обведений кругом глибоким ровом, наповненим водою (тепер це територія електричної підстанції). Ще донедавна частину прилеглої Львівської вулиці звали «Підзамче», хоча від замку давно вже немає сліду.
Донька Олена (Гелена) стала другою дружиною Сигізмунда Кердея, сина Грицька.